# Баранцате
Баранцате (итал. Baranzate) је насеље у Италији у округу Милано, региону Ломбардија.
Према процени из 2011. у насељу је живело 11190 становника. Насеље се налази на надморској висини од 146 м.

## Становништво
Према резултатима пописа становништва 2011. у општини је живело 10.779 становника.
| 2011.  |
| ------ |
| 10.779 |